# DBm

Fig.1 Esquema elèctric que mostra la relació entre la unitat dBu (font de tensió) i la unitat dBm (potència dissipada en forma de calor en un resistència de 600 Ω)

dBm (acrònim de decibels en miliwats mW) és un abreujament per anomenar la relació de potència en decibels de la potència mesurada respecte la potència de referència de 1mW. Per tant, els dBm són una mesura relativa a la potència d'1 mW. dBm és una relació que s'empra molt en el món de les telecomunicacions degut a la seva natura logarítmica que permet mesurar variables físiques amb un gran marge de variació. També es pot expressar amb relació a la tensió elèctrica (veure Fig.1). Igualment existeix la relació dbW i llavors ve referenciada a la potència d'1W.

## Definició matemàtica
Per a expressar la potència referenciada a 1mW de potència :
{\displaystyle {\begin{aligned}x&=10\log _{10}{\frac {P}{1\mathrm {mW} }}\end{aligned}}}
igualment si ho volem expressar amb relació a 1W :
{\displaystyle {\begin{aligned}x&=30+10\log _{10}{\frac {P}{1\mathrm {W} }}\end{aligned}}}
les fórmules inverses (tobar la potència en funció dels dBm) són :
{\displaystyle {\begin{aligned}P&=1{\text{mW}}\cdot 10^{\frac {x}{10}}\\P&=1{\text{W}}\cdot 10^{\frac {x-30}{10}}\end{aligned}}}

## Exemples
Exemples de magnitud :
| Nivell de potència en dBm | Potència en W     | Sistema o dispositiu típic amb aquesta potència |  |
| ------------------------- | ----------------- | --- |  |
| 80 dBm                    | 100 kW            | Transmissió de potència típica d'un a estació de ràdio FM amb abast de 50 km |  |
| 62 dBm                    | 1.588 kW = 1588 W | Transmissió de potència típica d'un a estació radioaficionat |  |
| 60 dBm                    | 1 kW = 1000 W     | Transmissió de potència típica d'un microones domèstic. |  |
| 55 dBm                    | ~300 W            | Transmissió de potència típica d'un canal de satèl·lit geoestacionari a la banda Ku |  |
| 50 dBm                    | 100 W             | Radiació típica total d'el cos humà, pic at 31.5 THz (9.5 μm) Màxima transmissió d'un equip de radioaficionat a la banda HF |  |
| 40 dBm                    | 10 W              | Transmissió de potència típica de PLC |  |
| 37 dBm                    | 5 W               | Transmissió de potència típica d'un equip ràdio portàtil radioaficionat VHF/UHF |  |
| 36 dBm                    | 4 W               | Transmissió de potència típica d'un equip ràdio portàtil radioaficionat (27 MHz) |  |
| 33 dBm                    | 2 W               | Màxima Transmissió de potència típica d'un telèfon mòbil UMTS/3G (classe 1) Màxima Transmissió de potència típica d'un telèfon mòbil GSM850/900 |  |
| 30 dBm                    | 1 W = 1000 mW     | Telèfon mòbil DCS or GSM 1800/1900 MHz. EIRP IEEE 802.11a (20 MHz-wide channels) a 5 GHz subband 2 (5,470–5,725 MHz) |  |
| 29 dBm                    | 794 mW            | |  |
| 28 dBm                    | 631 mW            | |  |
| 27 dBm                    | 500 mW            | Transmissió de potència típica d'un telèfon mòbil UMTS/3G (classe 2) |  |
| 26 dBm                    | 400 mW            | |  |
| 25 dBm                    | 316 mW            | |  |
| 24 dBm                    | 251 mW            | Màxima Transmissió de potència típica d'un telèfon mòbil UMTS/3G (classe 3) 1,880–1,900 MHz DECT (250 mW per canal de 1,728 kHz). EIRP per wireless LAN IEEE 802.11a |  |
| 23 dBm                    | 200 mW            | EIRP per IEEE 802.11n wireless LAN 40 MHz-wide (5 mW/MHz) canals a 5 GHz subband 4 (5,735–5,835 MHz, US only) o 5 GHz subband 2 (5,470–5,725 MHz, només EU). També aplica a 20 MHz-wide (10 mW/MHz) IEEE 802.11a wireless LAN in 5 GHz subband 1 (5,180–5,320 MHz) IEEE 802.11h- |  |
| 22 dBm                    | 158 mW            | |  |
| 21 dBm                    | 125 mW            | Màxima Transmissió de potència típica d'un telèfon mòbil (classe 4) |  |
| 20 dBm                    | 100 mW            | EIRP per IEEE 802.11b/g wireless LAN 20 MHz-wide channels in the 2.4 GHz Wi-Fi/ISM band (5 mW/MHz). Màxima Transmissió de potència típica d'un de Bluetooth Classe 1 |  |
| 19 dBm                    | 79 mW             | |  |
| 18 dBm                    | 63 mW             | |  |
| 17 dBm                    | 50 mW             | |  |
| 15 dBm                    | 32 mW             | Transmissió de potència típica d'un xarxa Wi-Fi en ordinadors portàtils |  |
| 10 dBm                    | 10 mW             | |  |
| 7 dBm                     | 5.0 mW            | |  |
| 6 dBm                     | 4.0 mW            | |  |
| 5 dBm                     | 3.2 mW            | |  |
| 4 dBm                     | 2.5 mW            | Transmissió de potència típica d'un sistema Bluetooth Class 2, abast de 10 m |  |
| 3 dBm                     | 2.0 mW            | |  |
| 2 dBm                     | 1.6 mW            | |  |
| 1 dBm                     | 1.3 mW            | |  |
| 0 dBm                     | 1.0 mW = 1000 µW  | Transmissió de potència típica d'un sistema Bluetooth Class 3, abast de 1 m |  |
| −1 dBm                    | 794 µW            | |  |
| −3 dBm                    | 501 µW            | |  |
| −5 dBm                    | 316 µW            | |  |
| −10 dBm                   | 100 µW            | Potència de senyal de recepció típica d'un siatema Wi-Fi (802.11 variants) |  |
| −20 dBm                   | 10 µW             | |  |
| −30 dBm                   | 1.0 µW = 1000 nW  | |  |
| −40 dBm                   | 100 nW            | |  |
| −50 dBm                   | 10 nW             | |  |
| −60 dBm                   | 1.0 nW = 1000 pW  | La terra rep 1 nanowatt per metre quadrat d'un estel de magnitud +3.5 |  |
| −70 dBm                   | 100 pW            | |  |
| −73 dBm                   | 50.12 pW          | |  |
| −80 dBm                   | 10 pW             | |  |
| −100 dBm                  | 0.1 pW            | Mímina Potència de senyal de recepció d'un siatema Wi-Fi (802.11 variants) |  |
| −111 dBm                  | 0.008 pW = 8 fW   | Soroll tèrmic en un receptor GPS a un canal de 2 MHz |  |
| −127.5 dBm                | 0.178 fW = 178 aW | Potència típica rebuda d'un satèl·lit GPS |  |
| −174 dBm                  | 0.004 aW = 4 zW   | Soroll tèrmic en un receptor de banda 1Hz i 20 °C |  |
| −192.5 dBm                | 0.056 zW = 56 yW  | Soroll tèrmic en un receptor en el buit de banda 1Hz i 4ºK |  |
| −∞ dBm                    | 0 W               | Potència zero o nul·la |  |